# Блос, Габриэл
Габриэ́л Ри́бар Блос, также известный как просто Габриэл (порт. Gabriel Rybar Blos; 28 февраля 1989, Маркис-ди-Соза, штат Риу-Гранди-ду-Сул) — бывший бразильский футболист, выступавший на позиции защитника в 2009—2013 годах. После тяжёлой травмы, полученной в 2013 года за «Гремио», включался в заявку клуба на протяжении семи сезонов подряд, при этом не имея возможности играть за команду из-за физического состояния. В середине 2020 года Габриэл объявил о завершении спортивной карьеры.

## Биография
Габриэл Блос родился в Маркис-ди-Соза в штате Риу-Гранди-ду-Сул, воспитанник академии «Гремио», также на молодёжном уровне выступал за «Лажеаденсе». На профессиональном уровне дебютировал в 2009 году за команду с юга штата Парана, «Пату-Бранку».
С 2010 по 2012 год выступал за «Лажеаденсе» в Лиге Гаушу и был одним из самых ярких игроков своей команды. Помимо игры в обороне Габриэл успешно подключался к атакующим действиям команды, и за неполных три сезона записал на свой счёт четыре забитых гола, в том числе в ворота «Интернасьонала».
В 2012 году на непродолжительный период отдавался в аренду в «Риу-Бранку», Габриэл даже выиграл с этим клубом чемпионат штата Акри, однако лишь формально, поскольку не успел сыграть за эту команду ни одного матча.
Игра Блоса за «Лажеаденсе» привлекла внимание одного из сильнейших клубов штата и всей Бразилии — «Гремио». Габриэл перешёл в стан «мушкетёров» на правах аренды в начале 2013 года. Дебютировал в основном составе 1 мая в первой игре 1/8 финала Кубка Либертадорес против «Санта-Фе». Габриэл вышел на замену на 57 минуте при счёте 1:1, когда его команда уже играла вдесятером после удаления Криса и реализованного колумбийцами пенальти. Несмотря на игру в меньшинстве, «Гремио» не только не пропустил, но и сумел забить победный гол на 81 минуте — отличился Фернандо.
19 июля Габриэл дебютировал в чемпионате Бразилии в гостевой игре против «Крисиумы» (поражение 1:2). До сентября он успел сыграть в девяти матчах чемпионата Бразилии, а также вышел на замену в конце игры против «Сантоса» в Кубке Бразилии.
Во время тренировки перед игрой чемпионата Бразилии против «Витории» Габриэл порвал крестообразные связки левого колена. Его срочно доставили в Порту-Алегри, где была проведена операция. Однако по неизвестной причине в колено попала инфекция, которая повредила коленный хрящ. В конце 2015 года завершилось арендное соглашение с «Гремио», но клуб выкупил права на футболиста. С 2015 года Габриэл, который неоднократно пробовал полностью вылечиться от последствий травмы и неудачной операции, постоянно включался в заявку команды на различные турниры — где это позволял регламент. По этой причине игрок, который лишь изредка мог присутствовать на тренировках, формально стал обладателем Кубка Бразилии в 2016 году, завоевал Кубок Либертадорес 2017, а также дважды выигрывал чемпионат штата Риу-Гранди-ду-Сул — в 2018 и 2019 годах.
В июле 2020 года «Гремио» сообщил о том, что Габриэл Блос завершил спортивную карьеру и был принят на должность управляющего советника молодёжных составов.

## Титулы и достижения
- Чемпион штата Акри (1): 2012 (не играл)
- Вице-чемпион Бразилии (1): 2013

Титулы, завоёванные после травмы (не играл)
- Чемпион штата Риу-Гранди-ду-Сул (2): 2018, 2019
- Обладатель Кубка Бразилии (1): 2016
- Обладатель Кубка Либертадорес (1): 2017